# زمین‌لرزه گوررو
زمین‌لرزه گوررو ممکن است به یکی از موارد زیر اشاره داشته باشد:
- زمین‌لرزه ۱۹۶۴ گوررو
- زمین‌لرزه ۱۹۹۵ گوررو
- زمین‌لرزه ۲۰۰۹ گوررو
- زمین‌لرزه ۲۰۱۱ گوررو